# 3894 Williamcooke
A 3894 Williamcooke (ideiglenes jelöléssel 1980 PQ2) a Naprendszer kisbolygóövében található aszteroida. Jekabsons, P., Candy, M. P. fedezte fel 1980. augusztus 14-én.